# 1862 na Venezuela
Esta é uma cronologia dos principais fatos ocorridos no ano de 1862 na Venezuela.

## Acontecimentos

### Janeiro
- 1º de janeiro:
  - O General José Antonio Páez se autodenomina Chefe Supremo do país, reorganiza seu gabinete de ministros e transfere parte do poder para Pedro José Rojas.
  - Nicolas Patiño sitia sem sucesso Barquisimeto, que estava nas mãos dos centralistas.[1]
- 13 de janeiro: O General Acosta sai de Cumaná e toma Cariaco. Fortes confrontos armados em El Consejo, durante os quais Regino Del Nogal morre.
- 21 de janeiro: O General González derrota o centralista Ramón Castillo Marzal em Purureche. O federalista Pedro Manuel Rojas toma Barinas e desaloja Manuel Herrera.
- 27 de janeiro: O coronel conservador Pedro Juan Gómez derrota um contingente armado liderado por Luciano Mendoza em Guarenas. Este, para contrariar o fato, reuniu vários voluntários e se instalou no Cerro La Esperanza. Ao passar por uma coluna de Antonio Armas, trinta soldados de Mendoza os eliminaram em apenas 15 minutos. Gómez, por sua vez, fugiu para Caracas.
- 30 de janeiro: Antonio Pulgar se revolta contra o governo de Zulia e proclama a autonomia da província, embora também não se alinhe à Federação.

### Fevereiro
- 2 de fevereiro: Venâncio Pulgar lidera uma reação contra seu tio e restabelece a situação em Zulia.
- 3 de fevereiro: O General Acosta toma San José.
- 4 de fevereiro: Em El Saladillo, perto de Coro, Jorge Sutherland dá combate a Juan Crisóstomo Falcón, obrigando-o a recuar momentaneamente para Baragua antes de retornar.
- 13 de fevereiro: No leste, Acosta ocupa o Río Caribe.
- 19 de fevereiro: Apesar de seus esforços para retomar Barinas, Manuel Herrera finalmente decide deixar a cidade.

### Março
- 4 de março: O coronel federalista Pedro Elías Rojas ataca Río Caribe para expulsar o General Acosta. À noite, ele se retira silenciosamente.
- 10 de março: O General Rafael Guillermo Urdaneta Vargas (filho do General Rafael Urdaneta), comandando 400 homens, ataca Barbacoas e toma a praça d'armas da cidade. À noite, enquanto se retiram do parque, eles são emboscados por uma força de cavalaria. Urdaneta é alcançado e morto pelo destacamento.
- 26 de março: O General Facundo Camero expulsa os federais de Churuguara. Juan Antonio Sotillo chega a Chaguaramas junto com seu filho Miguel e cerca de 1.700 soldados do leste, e acampa lá por vários dias.

### Abril
- 2 de abril: O General Camero ataca os federais na colina La Peñita, mas eles resistem, sendo superiores em número. Os centralistas tentaram, sem sucesso, quebrar a resistência federal por todos os meios. A intensa escaramuça durou até o anoitecer e Camero é forçado a se retirar, tendo sofrido pesadas perdas para seu exército. Camero mais tarde seria destituído em Caracas como Chefe de Operações.
- 3 de abril: Os generais conservadores José María Rubín e José María Zamora, comandando cerca de 1.500 soldados, atacam Chaguaramas de surpresa e deram combate contra os Sotillos, que não puderam usar sua cavalaria. Após uma dura batalha que durou toda a manhã, os federais foram esmagados e fugiram em desordem, deixando para trás armas e arquivos. Miguel Sotillo foi mortalmente ferido e morreu dias depois. Por sua vez, Rubín, presumivelmente em estado de embriaguez, se enfureceu contra a população civil da cidade.
- 9 de abril: Um grupo de 26 famílias emigra da ilha de Margarita e se instala na baía de Pozuelos, a leste de Barcelona. Este assentamento crescerá mais tarde e adotará o nome de Puerto La Cruz seis anos depois.
- 15 de abril: A Câmara Municipal de Caracas, contando os votos de outras Câmaras Municipais, nomeia Pedro José Rojas como suplente do General Páez.

### Maio
- 1º de maio: A Venezuela participa da Feira Mundial de Londres, marcando a primeira oportunidade para o país no evento.
- 16 de maio: O quartel de San Fernando em La Guaira se levanta contra o governo, mas o movimento é derrotado pela noite.
- 19 de maio: O federalista Gabriel Prada tenta tomar Guanare sem sucesso e se retira.
- 21 de maio:
  - O defensor de Guanare, Norberto Jiménez, recebe reforços e persegue Prada até o canal Igües, perto de Los Guayabos. Lá, os federalistas massacram a primeira coluna de Jiménez. Prada morre após receber uma bala fatal.
  - Luciano Mendoza ataca Petare. Incapaz de tomá-la, mudou-se para Los Dos Caminos e aniquilou as tropas de Francisco Torres, que foi morto. Em retaliação, o General Páez atirou em dois prisioneiros federais.

### Junho
- 18 de junho: Por sua conduta no massacre de Los Guayabos, Norberto Jiménez é levado a julgamento e entrega o comando ao Coronel Cipriano Heredia.

### Julho
- 3 de julho: General Acosta enfrenta o Coronel Rojas e o Coronel Pedro Vallenilla em La Maestranza, onde sofreu uma pesada derrota.

### Agosto
- O centralista Jorge Sutherland começa a colaborar com o lado federal, porque Páez se recusou a trocá-lo por alguns prisioneiros de guerra quando foi capturado em Coro.
- 12 de agosto: Os federalistas José Desiderio Trías e Juan Fermín Colmenares tomam Chivacoa. No dia seguinte, eles sitiaram San Felipe.
- 16 de agosto: Falcón nomeia Antonio Guzmán Blanco como seu secretário-geral em chefe, dando-lhe a missão de organizar a guerrilha no centro do país.
- 20 de agosto: Venâncio Pulgar e Jorge Sutherland desrespeitam a autoridade de Pedro José Rojas, suplente do General Páez no governo. No entanto, eles não manifestaram sua lealdade à Federação ou ao governo central. O Governo revida decretando o bloqueio de Maracaibo.
- 27 de agosto: O coronel conservador Martiliano Romero chega com reforços em San Felipe e força o levantamento do cerco. A ação marca o início de uma campanha militar liderada por José María Rubín e Pedro José Rojas contra os federais entre Valencia, Araure e Barquisimeto.
- Lorenzo Rivas e Manuel Paredes, generais postados em Carabobo e Barquisimeto, respectivamente, juntam-se à Federação.

### Setembro
- 7 de setembro: General Páez restitui Norberto Jiménez ao seu antigo cargo.
- 20 de setembro: Em Guatire, Guzmán Blanco anuncia sua nomeação e reúne as tropas federais em Carabobo.

### Outubro
- 19 de outubro: Guzmán Blanco vai para Valência no comando de três mil soldados.
- 21 de outubro:
  - Guzmán Blanco expulsou os generais Martín Lameda e Olegario Díaz de El Cambur, que se retiraram para Quebrada Seca, onde foram derrotados por Matías Salazar. Félix Moreno, chefe militar de Valência, deixa a cidade para lutar contra Guzmán, apenas para ser emboscado por tropas federais e retornar derrotado.
  - À tarde, as tropas federais se aproximam de Valência. No entanto, Guzmán não toma a cidade, mas corta suas linhas de comunicação com Caracas.
- 23 de outubro: Rubín e Rojas terminam sua campanha no centro-noroeste do país, e o teatro de operações se muda para Carora e as montanhas de Barquisimeto e Coro. As forças de Guzmán Blanco ocupam os Vales do Aragua. Depois de assegurar o território, eles avançam em direção a Caracas.

- 29 de outubro: As forças de Rafael Díaz Pinto rejeitam as de Luciano Mendoza em Los Jabillos.
- 30 de outubro: As tropas federalistas de Guzmán Blanco chegam a Antímano. Na luta que se seguiu, o defensor da cidade morre.

### Novembro
- 8 de novembro: Depois de sair pelo porto de La Guaira, o General Páez e seu substituto Rojas desembarcam em Puerto Cabello e viajam para Valência.
- Lorenzo Rivas, Chefe de Operações de Carabobo Ocidental, adere ao movimento federal, com o qual o Governo perde os setores de Montalbán, Bejuma e Nirgua.
- 24 de novembro: Após mais de um ano de operação, o Banco de Venezuela (não relacionado ao atual) é liquidado devido à sua incapacidade de operar devido às suas perdas.
- 25 de novembro: Com apenas nove anos de idade, Teresa Carreño dá seu primeiro concerto, que aconteceu no Irving Hall, em Nova York.

### Dezembro
- 1º de dezembro: É fundado o Banco de Caracas. Seu capital inicial era de 134.000 pesos.
- 10 de dezembro: Depois de tomar Mariches, Luciano Mendoza toma Chacao.
- Rafael Díaz Pinto consegue resistir aos ataques federais a El Valle, que já estavam praticamente colocando Caracas em estado de sítio.
- 12 de dezembro: Cerca de 800 soldados federais liderados por Miguel Antonio Rojas e Matías Salazar se enfrentam em Guaica contra 1.400 centralistas liderados por Manuel Vicente de las Casas e José María Zamora. A luta furiosa durou o dia todo e terminou em uma vitória conservadora.
- 26 de dezembro: O General Facundo Camero, junto com José María Rubín, comandando 1.400 soldados, ataca 1.500 soldados federais comandados por Manuel Ezequiel Bruzual e José González Zaraza em Buchivacoa. A batalha foi travada durante todo o dia e foi difícil para ambos os lados. No final da tarde, Camero ordenou um novo ataque, mas foi repelido.
- 27 de dezembro: Camero comanda um novo e forte ataque à cidade, mas foi um completo fracasso. Vendo o campo perdido, ele ordenou uma retirada, mas é perseguido pelos federais e acabou preso junto com 47 oficiais e 650 soldados. O fato significou a perda total da província de Coro pelo Governo.[2]

### Data indeterminada
- Registra-se o início da imigração libanesa na Venezuela.

### Em desenvolvimento
- Guerra Federal (1859 - 1863).

## Artes
- Llaneros de Venezuela e Estudio de mulato ebrio, de Martín Tovar y Tovar.

## Músicas

### Zarzuelas
- Doña Inés, o la política en el hogar, de José Ángel Montero.

## Livros
- Ligeras reflexiones sobre la cuestión de México, de Juan Vicente Camacho.

## Teatro
- Nicolás Rienzi: drama en cuatro actos y en verso, de Eloy Escobar.

## Personalidades

### Nascimentos
- 10 de setembro – Luis Razetti (m. 1932), médico e promotor do "Renascimento da Medicina da Venezuela".

### Mortes
- 10 de março – Rafael Guillermo Urdaneta Vargas (n. 1823), militar ligado ao do movimento federal.
- 6 de maio – Pedro Gual (n. 1783), décimo primeiro presidente da Venezuela.[3]
- 15 de maio – Miguel Sotillo, militar ligado ao do movimento federal.